# Arnold Künne
Arnold Künne (* 5. März 1866 in Altena; † 25. Mai 1942 in Berlin-Charlottenburg) war ein deutscher Bildhauer der Berliner Bildhauerschule. Seine Arbeiten trafen den Zeitgeschmack im Deutschen Kaiserreich, was ihm viele Aufträge im Rahmen von Stadtverschönerungen einbrachte.

## Leben
Arnold Künne war ein Sohn des Gold- und Silberwarenfabrikanten Albrecht Künne (1833–1912) in Altena. Die Fabrik wurde 1820 vom Großvater Arnold Künne (1796–1872) begründet. Dort erhielt Arnold Künne die erste Ausbildung. Im Alter von 20 Jahren immatrikulierte er sich am 1. Mai 1886 an der Kunstakademie München und besuchte den Unterricht bei dem bekannten Bildhauer Syrius Eberle. Bereits wenig später wechselte er zu Albert Wolff an die Berliner Kunstakademie, wo er 1891 sein Studium beendete.
In einem eigenen Atelier in (Berlin-)Charlottenburg entstanden in den folgenden Jahrzehnten bis zum Ersten Weltkrieg zahlreiche Werke, überwiegend Denkmäler mit Standbildern, Büsten und Reliefs. Diese Karriere war mit dem Ende des Kriegs weitgehend beendet. Bis zu seinem Tod entstanden kaum noch größere Arbeiten. Kurz nach der Zerstörung seines Ateliers durch einen Bombenangriff auf Berlin starb Arnold Künne.
Künne scheint mit dem 1904 gestorbenen Schriftsteller Peter Hille befreundet gewesen zu sein. Als dessen sterbliche Überreste 1938 in ein Ehrengrab der Stadt Berlin auf dem katholischen St.-Matthias-Friedhof in Berlin-Tempelhof überführt wurden, bot er sich erfolglos an, dessen Grabplatte und Grabstein zu gestalten. Dies wurde abgelehnt und Künne sogar von der Gedenkfeier ausgeschlossen.

## Werke
| Person Ereignis Motiv                                          | Bild | Standort Verbleib                             | Art Material                           | Errichtung Einweihung | Weitere Informationen |
| -------------------------------------------------------------- | ---- | --------------------------------------------- | -------------------------------------- | --------------------- | --- |
| Kriegerdenkmal 1870/71 Kaiser Wilhelm I.                       |      | Berlin-Wilmersdorf zerstört                   | Büste Bronze                           | 22. März 1895         | |
| Otto von Bismarck                                              |      | Altena zerstört                               | Standbild Bronze                       | 1. Sep. 1895          | im Zweiten Weltkrieg demontiert, 1946 noch vorhanden, eingeschmolzen |
| Kaiser Wilhelm I.                                              |      | Berlin-Buchholz zerstört                      | Büste Bronze                           | 18. Jan. 1896         | Guss durch Gladenbeck (Berlin-Friedrichshagen), 1942/1944 eingeschmolzen |
| Kaiser Wilhelm I.                                              |      | (Duisburg-)Meiderich zerstört                 | Standbild Bronze                       | 24. Sep. 1896         | 1940/1944 eingeschmolzen |
| Kaiser Wilhelm I.                                              |      | Stolberg zerstört                             | Standbild Bronze                       | 21. März 1897         | Guss durch Gladenbeck (Berlin-Friedrichshagen), 1942 eingeschmolzen |
| Lorenz Kellner                                                 |      | Heiligenstadt erneuert                        | Büste Bronze                           | 1897                  | 1897 gezeigt auf der Großen Berliner Kunstausstellung, 1940/1944 eingeschmolzen, 1992 erneuert |
| Kriegerdenkmal 1870/71 Kaiser Wilhelm I.                       |      | Bocholt zerstört                              | Standbild Bronze                       | 20. März 1898         | Guss durch Schäffer & Walcker (Berlin), 1918 eingeschmolzen |
| Kriegerdenkmal 1864, 1866, 1870/71 Kaiser Wilhelm I.           |      | Erkelenz reduziert erhalten                   | Standbild Bronze                       | 12. Mai 1898          | Standbild 1918 eingeschmolzen |
| Kaiser Wilhelm I.                                              |      | Rothenburg/Oberlausitz zerstört               | Büste Bronze                           | 26. Juli 1898         | Guss durch Gladenbeck (Berlin-Friedrichshagen) |
| Kriegerdenkmal 1866, 1870/71                                   |      | Halle/Westfalen erhalten                      | Standbild Kupfertreibarbeit            | 14. Aug. 1898         | ausgeführt durch Hermann Noack in (Berlin-)Friedenau |
| Kaiser Wilhelm I.                                              |      | (Oberhausen-)Osterfeld zerstört               | Standbild Bronze                       | 8. Okt. 1898          | Guss durch Schäffer & Walcker (Berlin), 1918 eingeschmolzen, 1959 Reste entfernt |
| Otto von Bismarck                                              |      | (Dortmund-)Marten erhalten                    | Büste Bronze                           | 1. Apr. 1899          | Guss durch Gladenbeck (Berlin-Friedrichshagen) |
| Kaiser Wilhelm I.                                              |      | (Essen-)Stoppenberg zerstört                  | Büste Bronze                           | 10. Juni 1899         | als Nachguss bzw. Zweitguss von älterem Modell durch Gladenbeck (Berlin-Friedrichshagen); in der Gedächtnishalle des Kaiser-Wilhelm-Turms auf dem Halloberg, ab ca. 1920 nicht mehr zugänglich, Ausstattungsstücke eingelagert, Büste wohl 1940/1944 eingeschmolzen |
| Eduard Pape                                                    |      | Brilon zerstört                               | Standbild Bronze                       | 13. Sep. 1899         | Guss durch Schäffer & Walcker (Berlin) |
| Kaiser Wilhelm I.                                              |      | Konitz (Westpreußen) zerstört                 | Standbild Bronze                       | 18. Okt. 1899         | Guss durch Kunst- und Glockengießerei Lauchhammer, zerstört 1920 nach Abtretung Westpreußens an Polen |
| Brunnenfigur                                                   |      | Berlin Verbleib unbekannt                     | Standbild Bronze                       | 1899                  | Guss durch Kunst- und Glockengießerei Lauchhammer, Details verloren |
| Gymnasialdirektor Dr. T.                                       |      | Mülheim (Rhein) Verbleib unbekannt            | Büste                                  | 1899                  | Details verloren |
| Schuldirektor Karl Harrach                                     |      | Sankt Goarshausen Verbleib unbekannt          | Büste                                  | 1899                  | Details verloren |
| Kriegerdenkmal 1870/71                                         |      | Merzig Verbleib unbekannt                     | Standbild Bronze                       | 1899/1900             | |
| Kaiser Friedrich III.                                          |      | Trebnitz (Schlesien) zerstört                 | Standbild Bronze                       | 18. Okt. 1900         | Guss durch Schäffer & Walcker (Berlin) |
| Kaiser Wilhelm I. Otto von Bismarck Helmuth von Moltke         |      | (Essen-)Katernberg zerstört                   | Standbild und Reliefs Bronze           | 21. Okt. 1900         | Kaiserstandbild, Reliefs von Bismarck und Moltke |
| Otto von Bismarck                                              |      | Norden (Ostfriesland) erhalten                | Standbild Bronze                       | 5. Mai 1901           | Guss durch Schäffer & Walcker (Berlin) |
| Otto von Bismarck                                              |      | Obornik (Provinz Posen) zerstört              | Standbild Bronze                       | 28. Mai 1901          | Guss durch Gladenbeck (Berlin-Friedrichshagen), bereits 1918 zerstört |
| Otto von Bismarck                                              |      | Viersen erhalten                              | Relief Bronze                          | 23. Juni 1901         | Relief am Viersener Bismarckturm, Guss durch Schäffer & Walcker (Berlin) |
| Kriegerdenkmal 1866, 1870/71                                   |      | Bad Berleburg erhalten                        | Adler und Relief Bronze                | 10. Nov. 1901         | Guss durch Schäffer & Walcker (Berlin) |
| Joseph Kehrein                                                 |      | Montabaur erneuert                            | Büste Bronze                           | 1901                  | 1918 eingeschmolzen, 1953 erneuert |
| Kriegerdenkmal 1864, 1866, 1870/71                             |      | Alsdorf reduziert                             | Büste Bronze                           | 4. Mai 1902           | |
| Friedrich Wilhelm Raiffeisen                                   |      | Neuwied erhalten                              | Standbild Bronze                       | 10. Juli 1902         | |
| Friedrich Ludwig Jahn                                          |      | Hamm Verbleib unbekannt                       |                                        | 3. Aug. 1902          | |
| unbekannt                                                      |      | Insterburg (Ostpreußen)                       | Büste Bronze                           | 1902                  | Guss durch Kunst- und Glockengießerei Lauchhammer, Details unbekannt |
| Hugo Schütz von Holzhausen                                     |      | Camberg (Taunus)                              | Büste und Reliefplakette Bronze        | 1903                  | vor der Freiherr-von-Schütz-Schule, Büste verloren und später erneuert |
| August Heinrich Hoffmann von Fallersleben                      |      | Corvey erhalten                               | Relief Bronze                          | 1903                  | [ 7 ] |
| Otto von Bismarck                                              |      | Vlotho Relief erhalten                        | Relief Bronze                          | 10. Sep. 1903         | am Bismarckturm, Turm 1939 abgerissen |
| Hugo Schütz von Holzhausen                                     |      | Bad Camberg teilweise erneuert                | Büste und Relief Bronze                | 1903                  | 1940/1944 Büste eingeschmolzen und später erneuert |
| Gottfried August Bürger                                        |      | Molmerswende erhalten                         | Relief Bronze                          | 1904                  | |
| Kriegerdenkmal 1870/71 Kaiser Wilhelm I.                       |      | Teupitz verändert erhalten                    | Relief Bronze                          | 26. Juli 1904         | 1922 Widmung erweitert, ebenso 1966, nach 1990 erneut verändert |
| Louis Constanz Berger                                          |      | Witten Relief zerstört                        | Relief Kupfertreibarbeit               | 28. Aug. 1904         | Relief am Berger-Denkmal |
| Kaiser Friedrich III.                                          |      | Soest zerstört?                               | Büste Bronze                           | 1904                  | |
| Kaiser Friedrich III.                                          |      | Fulda                                         | Standbild Bronze                       | 29. Mai 1905          | 1940/1944 eingeschmolzen |
| Kriegerdenkmal 1870/71                                         |      | Saalfeld/Saale zerstört?                      | Adler Bronze                           | 23. Juli 1905         | |
| Generaldirektor Bernhard Leistikow                             |      | Waldenburg (Schlesien) Verbleib unbekannt     |                                        | (nach) 1905           | |
| Kaiser Wilhelm I. Kaiser Friedrich III.                        |      | Hirschberg (Riesengebirge) Verbleib unbekannt | Standbild Bronze                       | (nach) 1905           | |
| Kaiser Wilhelm I. Kaiser Friedrich III. Kaiser Wilhelm II.     |      | Osterode (Ostpreußen) zerstört                | Reliefs Bronze                         | 18. Aug. 1907         | Guss durch Kunst- und Glockengießerei Lauchhammer, Reste der Architekturteile für neues Denkmal verwendet |
| Kaiser Wilhelm I. Kaiser Friedrich III.                        |      | Nicolai (Oberschlesien) zerstört              | Büsten Bronze                          | 1907                  | Guss durch Kunst- und Glockengießerei Lauchhammer |
| Kaiser Friedrich III.                                          |      | Mülheim an der Ruhr zerstört                  | Standbild Bronze                       | 3. Juli 1908          | 1940/1944 eingeschmolzen |
| Kriegerdenkmal 1870/71                                         |      | Oels (Niederschlesien) zerstört?              | Adler und Reliefs Bronze               | 21. Nov. 1908         | Guss durch Kunst- und Glockengießerei Lauchhammer |
| Friedrich Gottlob Keller                                       |      | Hainichen erneuert                            | Büste Bronze                           | 1908                  | Guss durch Kunst- und Glockengießerei Lauchhammer, verlorene Büste 2008 erneuert |
| Jubiläumsbrunnen                                               |      | Greiffenberg (Schlesien) erhalten             | Figuren und Reliefs Bronze             | 1908                  | Guss durch Kunst- und Glockengießerei Lauchhammer |
| Edzard zu Innhausen und Knyphausen                             |      | Berlin Verbleib unbekannt                     | Büste                                  | (nach) 1908           | für das Preußische Herrenhaus (Zweitexemplar in Hannover) |
| Edzard zu Innhausen und Knyphausen                             |      | Hannover Verbleib unbekannt                   | Büste                                  | (nach) 1908           | |
| Otto von Bismarck                                              |      | Mülheim an der Ruhr reduziert                 | Büste (Muschelkalk) Relief (Sandstein) | 1. Apr. 1909          | am bzw. im Mülheimer Bismarckturm, Büste nach 1945 entfernt |
| Ferdinand von Schill                                           |      | Ohlau (Schlesien) zerstört                    | Büste Bronze                           | 31. Mai 1909          | Guss durch Kunst- und Glockengießerei Lauchhammer |
| Kriegerdenkmal 1870/71                                         |      | Kostebrau zerstört, erneuert                  | Adler Bronze                           | 29. Aug. 1909         | Guss durch Kunst- und Glockengießerei Lauchhammer, Adler 1945 entfernt, 2004 erneuert |
| Kriegerdenkmal 1870/71 Kaiser Wilhelm I. Kaiser Friedrich III. |      | Hückeswagen reduziert                         | Standbild und Relief Bronze            | 26. Juni 1910         | Standbild 1940/1944 eingeschmolzen |
| Friedrich Ludwig Jahn                                          |      | Minden erhalten                               | Büste Bronze                           | 4. Sep. 1910          | 1940/1944 eingeschmolzen, 1952 in Sandstein erneuert |
| Kaiser Friedrich III.                                          |      | (Hagen-)Haspe erhalten                        | Relief Kupfertreibarbeit               | 23. Sep. 1910         | über dem Eingang des Hasper Kaiser-Friedrich-Turms |
| Otto von Bismarck                                              |      | Ortelsburg (Ostpreußen) zerstört              |                                        | 1. Juni 1911          | |
| Schlachtendenkmal 1761                                         |      | bei Vellinghausen (Westfalen) erhalten        | Relief Bronze                          | 1911                  | Relieftafel 1955 gestohlen und 1962 durch Replikat ersetzt |
| Wilhelm Fabry                                                  |      | Hilden erhalten                               | Büste Bronze                           | 1911                  | Guss durch Kunst- und Glockengießerei Lauchhammer |
| Kaiser Wilhelm I.                                              |      | Goldberg (Schlesien) zerstört                 | Standbild Bronze                       | 1911                  | Guss durch Kunst- und Glockengießerei Lauchhammer |
| Kaiser Friedrich III.                                          |      | Hohensalza (Provinz Posen) zerstört           | Standbild Bronze                       | 1911                  | |
| Kriegerdenkmal 1870/71                                         |      | Bergisch Neukirchen erhalten                  | Standbild Bronze                       | 1911                  | Guss durch Kunst- und Glockengießerei Lauchhammer |
| Kriegerdenkmal 1870/71 Kaiser Wilhelm I.                       |      | Maltsch (Niederschlesien) zerstört            | Adler und Relief Bronze                | 1911                  | Guss durch Kunst- und Glockengießerei Lauchhammer |
| Simon-Dach-Brunnen (Ännchen von Tharau)                        |      | Memel (Ostpreußen) erneuert                   | Standbild und Relief Bronze            | 1912                  | 1939 zerstört, 1989 rekonstruiert |
| Kaiserin Auguste Viktoria                                      |      | Sangerhausen erhalten                         | Herme Marmor                           | 15. Juni 1913         | 1968 vergraben, 1998 geborgen und nach Restaurierung neu aufgestellt |
| Otto von Bismarck                                              |      | Driesen (Neumark) zerstört                    | Relief Bronze                          | 18. Okt. 1913         | |
| Friedrich Ludwig Jahn                                          |      | Mülheim an der Ruhr erhalten                  | Relief Bronze                          | 14. Juni 1914         | |
| Albert Hoffmann (1846–1924)                                    |      | Sangerhausen erhalten                         | Relief Bronze                          | (nach) 1924           | Albert Hoffmann war Stifter des Rosariums Sangerhausen |
| Otto von Bismarck                                              |      | Bad Salzelmen Verbleib unbekannt              |                                        |                       | |
| Jubiläumsbrunnen                                               |      | Haynau (Schlesien) Verbleib unbekannt         |                                        |                       | |
| Simon Dach                                                     |      | Königsberg (Preußen) Verbleib unbekannt       |                                        |                       | |
| Jubiläumsdenkmal                                               |      | Penzig (Oberlausitz) Verbleib unbekannt       |                                        |                       | |
| Otto von Bismarck                                              |      | Sangerhausen Verbleib unbekannt               | Relief Bronze                          |                       | |
| Kriegerdenkmal 1914–1918                                       |      | Sprottau (Niederschlesien) zerstört           |                                        |                       | Regimentsdenkmal des 1. Niederschlesischen Feldartillerie-Regiments Nr. 5 „von Podbielski“ |